# Viviana Antonini
Viviana Antonini (Roma, 1956) è una conduttrice televisiva e showgirl italiana.

## Biografia
Fu lanciata dall'emittente televisiva privata romana GBR nel 1976, insieme a Milly Carlucci e Rory Zamponi. Per l'emittente romana condusse la trasmissione Domenica in... piccolo, per la quale incise anche la canzone Gatto Liquerizia. Nel 1982 approda alla Rai dove conduce, nell'ambito di Direttissima con la tua antenna su Rai 1, la rubrica dedicata agli animali Teneri e feroci. In seguito collabora con la Mtv di Toronto e ritorna in Rai come programmista regista e consulente di Mezzogiorno è. Nel 1989 conduce in diretta su Rai 2 il programma scientifico e culturale La ruota, mentre nel 1990 è a Sereno variabile.
Dal 25 febbraio 1991 al 29 maggio 1993 conduce Tua - Bellezza e dintorni, breve rubrica di 15 minuti in onda quotidianamente su Rai 2, dedicata a salute e benessere. Nella stagione 1993-1994 si occupa della rubrica di benessere all’interno di Detto tra noi Mattina e sostituisce Patrizia Caselli alla conduzione di Detto tra noi per qualche giorno nel dicembre 1993.
  Alla fine del 1994 decide di ritirarsi dalle scene.

## Vita privata
È stata sposata con Giovanni Del Piano, scomparso nel marzo 2020, fondatore e proprietario di GBR dove la Antonini aveva debuttato come annunciatrice.

## Programmi televisivi
- Direttissima con la tua antenna (Rete 1, 1982; Rai 1, 1983)
- La ruota (Rai 2, 1989)
- Sereno variabile (Rai 2, 1990)
- Tua - Bellezza e dintorni (Rai 2, 1991-1993)
- Detto tra noi Mattina (Rai 2, 1993-1994)